# Тендо

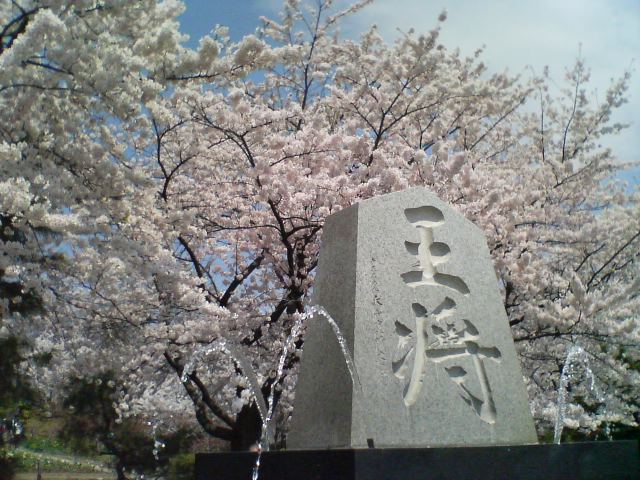
Король сёги на горе Майдзуру в Тендо.

Тендо́ (яп. 天童市 Тэндо:-си) — город в Японии, находящийся в префектуре Ямагата. Известен изготовлением фигурок сёги (Тендо называют «городом сёги») и горячими источниками. В 2008 году в Тендо проходил 4-й Международный форум сёги.
Площадь города составляет 113,01 км², население — 61 908 человек (1 августа 2014), плотность населения — 547,81 чел./км².

## Географическое положение
Город расположен на острове Хонсю в префектуре Ямагата региона Тохоку. С ним граничат города Ямагата, Хигасине, Сагаэ и посёлки Накаяма, Кахоку.

## Население
Население города составляет 61 908 человек (1 августа 2014), а плотность — 547,81 чел./км². Изменение численности населения с 1980 по 2005 годы:
| 1980 | 52 597 чел. |  |
| 1985 | 55 123 чел. |  |
| 1990 | 57 339 чел. |  |
| 1995 | 60 626 чел. |  |
| 2000 | 63 231 чел. |  |
| 2005 | 63 864 чел. |  |

## Символика
Деревом города считается клён, цветком — рододендрон, птицей — Emberiza cioides.